# Új-angliai városok

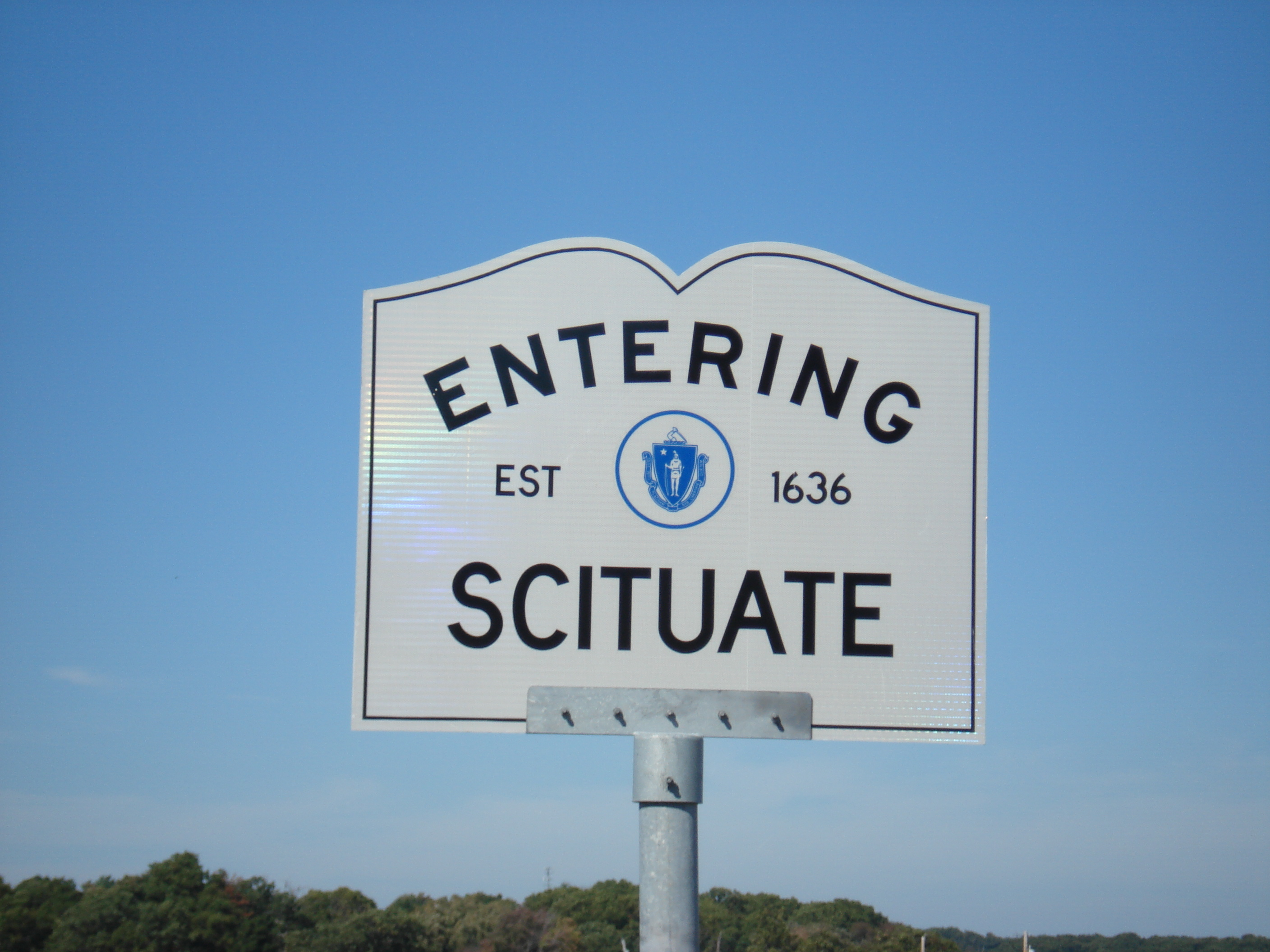
Városok közti határjelző tábla Massachusettsben a város nevével, alapítási dátumával és az állam pecsétjével.

A New England-i városok a helyi szintű közigazgatás fő letéteményesei a hat új-angliai államban. Tökéletes megfelelőjük nem létezik más államokban, viszont az ún. civil városi közösségek hasonlóan épülnek fel. A New England városokat többnyire egy városi gyűlés kormányozza. Virtuálisan New England minden települése része a városi modellnek. Ennek alapja a teljesen lakott terület koncepciója, ami máshol is létezik az Amerikai Egyesült Államokban. A megyei kormányzat New Englandben hagyományosan szűk hatáskörrel rendelkezik. Esetenként nem is létezik. Például Connecticut és Rhode Island csupán földrajzi egységekként kezeli a megyéit, míg Massachusetts tizennégy megyéjéből nyolcnak van kormányzata.

## A New England városok rendszerének sajátosságai
- A városok határait kiterjesztették, így minden terület az adott állam határain belül egy városhoz, vagy más, önkormányzattal rendelkező településhez tartozik. Néhány nagyon gyéren lakott terület kivételével a három északi államban (elsősorban Maine belső területein) a rurális területek státusza nem tisztázott. Ezen területek kivételével minden, a New England-i államok határai közt fekvő terület valamely város, vagy önkormányzattal rendelkező település hatásköre alá tartozik.
- A városok önkormányzati jogkörét az önkormányzati törvények, az állami statútumok és az adott állam alkotmánya rögzíti. A vonatkozó jogszabályok adta lehetőségeket hagyományosan tágan értelmezik, jelentős autonómiát adva a városoknak saját belső ügyeiket illetően.
- Hagyományosan a város törvényhozó szerve a nyílt városi gyűlés, amit közvetlen demokratikus elvek szerint választanak. A végrehajtást egy válogatott emberekből álló tanács végzi. Világszerte csak két svájci kantoni gyűlés rendelkezik hasonló hatáskörrel.[4]
- Egy város majdnem mindig magába foglal egy magas népességű területet (a „városközpontot”), ami szintén a város nevét viseli. Emellett léteznek más névvel ellátott nagymértékben beépített területek is a város területén, amelyeket rurális régiók választanak el egymástól. New England legnagyobb részén a városok szabálytalan alakúak és eltérő méretűek.
- Mióta virtuálisan minden polgár városlakónak minősül, több szolgáltatás igénybe vételére jogosultak, míg a megyei szintű szervezés igen gyenge. Különbség van az egyes államok között abban, hogy mennyi feladatkört utalnak ki a megyéknek és mennyit a városoknak. De általában az Egyesült Államok többi részén megyei hatáskörbe tartozó feladatköröket New Englandben a városok látják el. Connecticutban, Rhode Islanden és Massachusetts bizonyos részein a megyei kormányzatot teljesen el is törölték. Más területeken a megyék igazságszolgáltatási és részleges adminisztratív feladatkört látnak el.
- A polgárok identitását általában a városi identitás határozza meg, egységes közösségnek tekintve a várost. Előfordulnak olyan esetek, ahol a falusi lokálpatriotizmus erősebb, mint a városhoz való kötődés, de nem ez a gyakoribb.
- Több mint a hat New England-i állam településeinek 90%-a város. A többi településforma is a város-koncepció része.

## Történelmi alapok
A New England városok története arra a korra nyúlik vissza, amikor az első európai kolóniák megjelentek New Englandben, megelőzve a megyék létrehozását a régióban. Ahogy a 17., 18. és 19. században benépesült a terület, mindent városokba szerveztek. A korai időkben a városi cím elérésének igencsak informálisak voltak a keretei. Általában saját templom meglétéhez kötötték. 1700-tól kezdve a gyarmati kormányzatokat is jobban bevonták az új városok alapításába. A városokat általánosságban városi gyűlések igazgatták, amely a legtöbb helyen máig fennmaradt. Eredetileg a városok voltak az egyetlen önkormányzati hatáskörrel rendelkező közigazgatási formák New Englandben.
Connecticut és Rhode Island teljes területét városokra osztották a késő 18. századtól kezdve, Massachusetts területét pedig a korai 19. századra fedték le teljesen a városi régiók. 1850-től kezdve az egyetlen New England-i állam, amelynek területén még léteztek nagyobb önkormányzati jogkörrel nem rendelkező területek, Maine volt. A 19. század végére ott is a benépesített területek java részét városokba szervezték.
A korai városi szervezet Vermontban és New Hampshire nagy részén eltérően fejlődött New England többi részétől. Ezekben a régiókban a városokat már sokkal korábban „megszervezték” minthogy akárcsak egy telepes is odaköltözött volna. Ez elterjedt gyakorlat volt a 18. század közepétől kezdve a század végéig. Amikor már elég lakos élt a területen, hogy formálisan is megszervezzék a várost, nem volt szükség további alapító aktusra. Emiatt az alapítási dátumok igencsak zavarosak. A forrásokban az alapítást akkorra datálják, amikor a város területét kijelölték, nem pedig az önkormányzat tényleges felállítására, ami akár sokkal később is történhetett. New England más részein sem volt ismeretlen ez a gyakorlat, viszont a kijelölt területet nem lehetett betelepíteni addig, amíg fel nem állították a városi önkormányzatot.
Egy tipikus város az északi három államban egy 9,7-szer 9,7 km-es négyzetet alkot. Mindegyik 36 körzetből áll, amelyek 1,6-szor 1,6 km-es, vagy 260 hektáros területek alkotnak. Minden körzet külön tartott fenn állami iskolákat. Ezt a gyakorlatot másolták le, amikor a Kontinentális Kongresszus felosztotta Ohiót 1785-87-ben.
Sok korai város hatalmas területet foglalt el és amikor az már betelepült, új városok alapításával részekre bontották. Ez általános gyakorlat volt a 18. században és a 19. század elején. Sok sűrűn lakott régiót többször is felosztottak. Emiatt előfordul, hogy a sűrűbben lakott régiókban a városok alapterülete kisebb, mint egy rurális kisvárosé. A 19. század vége felé és a 20. század elején lassult a városalapítási hullám, mára pedig már ritka esetté vált. Emellett már a határok átrajzolása is ritka jelenség.

## Egyéb településformák New Englandben
Annak ellenére, hogy a városok (town) alkotják a New England-i településrendszer alapját, számos egyéb kategória is létezik. Minden New England-i államban vannak például nagyvárosok (city). Emellett Maine-ben létezik egy egyedi településtípus, az ültetvény. A városi szont alatt Connecticutban léteznek önkormányzati jogú községek, Vermontban pedig önkormányzati jogú falvak.

### Nagyvárosok
A városok mellett minden New England-i államnak vannak önkormányzati joggal rendelkező nagyvárosai, amelyek jogilag azonban csak a kormányzat formájában különböznek a városoktól. A határvonal az elmúlt évtizedekben egyre jobban elmosódott. A legtöbb nagyváros korábban város volt, mielőtt megváltoztatta kormányzati rendszerét, abból az okból kifolyólag, hogy túl nagy lett ahhoz, hogy városi gyűléssel kormányozzák. A nagyvárosokat általában polgármester (vagy városi vezető) és egy városi tanács kormányozza. A nagyvárosok és a városok az állami jogban és városi képükben nem sokban térnek el egymástól. A köznapi beszédben gyakran mindkettőt városnak (town) nevetik, nem téve különbséget közöttük.
Az önkormányzati jogú községek léte Connecticutban és az önkormányzati jogú falvaké Vermontban a települések ottani egyedi fejlődéséből adódik. Connecticutban más volt a városok alapításának menete, mint New England más államaiban és a különbség a városok és a nagyvárosok között is eltér a New England többi részén alkalmazott gyakorlattól.
Kevesebb nagyváros (city) létezik New England területén, mint város (town), viszont a nagyvárosok gyakoribbak a sűrűn beépített régiókban és a legnagyobb települések többségét is ebbe a kategóriába sorolják. Egész New England területén nagyjából az önkormányzati jogú települések 5%-a számít nagyvárosnak. Előfordulásuk gyakoribb a három délebbi New England-i államban, amelyek sűrűbben lakottak, mint az Észak-New England-i államok. A korai gyarmati időkben minden önkormányzati jogú települést városnak (town) hívtak New Englandben.
A legelső nagyvárosokat (city) Új-Angliában a 18. század utolsó néhány évtizedében alapították és a 19. századig nemigen terjedtek el. New Hampshire-ben egészen az 1840-es évekig nem volt nagyváros, Vermontban pedig az 1860-as évekig csak egyetlenegy. Még Massachusettsben is, ami hagyományosan New England legsűrűbben lakott állama, nem volt egy nagyváros sem 1822-ig, amikor Boston megkapta ezt a címet az állami törvényhozástól.
Maga a népesség nem determinálja, hogy egy települést nagyvárosnak (city), vagy városnak (town) neveznek. Rengeteg példa van olyan városra, amely nagyobb lakossággal rendelkezik a közelében lévő nagyvárosnál (city). Azonban a déli három államban csak magasabb népességű településeknek adományoznak nagyvárosi címet. Massachusettsben, Connecticutban és Rhode Islanden minden nagyvárosnak több lakosa van 10 000 főnél és csak nagyon kevésnek nem haladja meg a lakossága a 20 000 főt. Maine-ben, New Hampshire-ben és Vermontban számos nagyváros létezik, amelynek kevesebb mint 10 000 lakosa van, de csak nagyon kevés nem éri el az 5000 fős népességet.
Az idő előrehaladtával a két településforma közötti különbség egyre inkább csökkent. A 20. század eleje óta a városoknak lehetőségük van, hogy a városi gyűlést lecseréljék más kormányzati formára. Az elmúlt évtizedekben több város is átvette a nagyvárosi igazgatási rendszert, viszont továbbra is városként határozzák meg magukat. Ez hívta életre azt a problémát, hogy létezhet két teljesen azonos kormányzati rendszerrel rendelkező település, amelyek közül az egyik városi (town) a másik pedig nagyvárosi (city) címet visel. Ezen lehetőség miatt a városok egyre inkább vonakodnak a nagyvárosi cím felvételétől, ami a 20. században a nagyvárossá nyilvánítások számának visszaeséséhet vezetett. Massachusettsben ekkor 14 város (Agawam, Amesbury, Barnstable, Braintree, East Hampton (Connecticut, város)Easthampton, Franklin, Greenfield, Methuen, Palmer, Randolphe, Southbridge, Watertown, West Springfield és Weymouth) vette át a polgármesteri-rendszert, ugyanakkor a városi címet megtartotta. Ennek ellenére sokszor emlegetik őket nagyvárosként és a hivatalos dokumentumok is úgy hivatkoznak rájuk, hogy „the city known as the Town of…”, ami nyers fordításban azt jelenti, hogy „a nagyváros, amely úgy ismert, mint … városa”. Az, hogy egy település használja-e a nagyvárosi címet, vagy sem, sokkal inkább alapul a száz évvel ezelőtti relatív népességén, mint a main.

### Ültetvények
A városok és a nagyvárosok mellett Maine-ben egy harmadik városszerű településtípust is megkülönböztetnek. Ezek az ültetvények. Az ültetvény, lényegében, egy olyan városszerű település, aminek nincs elég lakosa ahhoz, hogy biztosítsa magának a városi (town) léthez szükséges kormányzatot. Ezt a településformát jellemzően a ritkábban lakott vidékeken lehet megtalálni. Nem minden megyében találhatók meg. Például a déli megyéket teljes egészében lefedik a városok és a nagyvárosok.
A gyarmati időkben Massachusetts is használta az ültetvény kifejezést a városi létet még el nem ért településekre. Maine eredetileg innen vette át a megnevezést, mivel az állam 1820-ig Massachusetts része volt, amikor a Missouri-kompromisszum keretében külön vált. A mai Massachusetts területén azonban a 18. század óta nem használják ezt a megnevetést. Az ültetvények törvényszerűen rendelkeznek önkormányzati joggal, de nem élvezik a városi lét minden privilégiumát. Maine az egyetlen New England-i állam, amely még ma is rendelkezik olyan területekkel, amelyek nem tartoznak egy város igazgatása alá sem, ami szükségessé teszi az ültetvények létét.

### Borough-k és falvak
Talán mivel a városok igen erős hatást gyakorolnak környezetükre, New England nagy részén sosem alakultak ki a teljesen benépesített téren alapuló településmodellek. (A városok ugyanis a hozzájuk csatolt rurális területet is jelölik.) Emiatt a borough-k és falvak csak olyan államokban alakulhattak ki, ahol nincs megfelelően erős városi hálózat.
A New England-i államok közül kettőben léteznek ilyen fajta települések, bár ott is csak kis számban. Connecticutban találni önkormányzati joggal rendelkező borough-kat, Vermontban pedig szinten önkormányzattal rendelkező falvakat. Ezek a területek bizonyos tekintetben a szülővárosuk részei, de rendelkeznek bizonyos szolgáltatási körök felett a saját határaikon belül. Mindkét államban kisebb a jelentőségük, mint a városoké és mindkettőben csökken a számuk is. Az elmúlt évtizedekben sokuk elvesztette önkormányzati jogát és teljesen a közeli város kontrollja alá került.
A „falu” kifejezést New Englandben néha kisebb beépített területek megnevezésére is használják a városokon belül. Ez lehet a városközpont, ami a várossal azonos nevet visel, de előfordulhat, hogy a két névnek semmi köze egymáshoz. Előbbire példa Barnstable és a falunak nevezett központja, szintén Barnstable, utóbbira pedig West Barnstable és központja, Hyannis. A vermonti önkormányzati jogú falvakon kívül ezek a „falvak” nem rendelkeznek önkormányzati joggal és nem is tekinthetők önálló településnek. Ennek ellenére néha rendelkeznek különálló identitásukat erősítő elemekkel, például autópálya lehajtóknál nevük feltüntetésével, mint „falu”, saját tűzoltósággal, vízügyi hálózattal stb. Sok falu külön körzetet alkot a postai szolgáltatásban is. (Egyes falvaknak van saját postahivataluk és postai címük is.) Egyes falvakat a Népszámlálási Hivatal is külön kezel.
A connecticuti borough-k és a vermonti falvak előtt is nyitva áll a lehetőség, hogy megszerezzék a nagyvárosi címet. Connecticutban épp annyi a különbség a borough és a város (town), mint utóbbi és a nagyváros (city) között. A nagyváros kifejezés is ugyanúgy jelölheti a város egy részét, mint a borough. Connecticutban a nagyvárosokat korábban hozták létre, mint bárhol máshol Új-Angliában és megszervezésük a borough-koncepcióra élült. Vermontban pedig, ha egy falu nagyvárossá válik, nem lesz többé része az anyavárosnak, hanem teljesen különálló településsé válik. A legtöbb nagyváros Vermontban valaha falu volt. Számos esetben előfordul, hogy két szomszédos település ugyanazt a nevet viseli. Ennek oka, hogy az egyik eredetileg a városközpont volt, ami később önállósult.

## Megszervezetlen területek
Mindhárom Észak-New England-i államban (Vermont, New Hampshire és Maine) léteznek területek, amelyek nem rendelkeznek önkormányzati joggal, de nem is részei egy városnak, nagyvárosnak, vagy ültetvénynek sem. Maine-nek jelentősen több ilyen területe van, mint a másik két érintett államnak. Bár létezésük említésre méltó, de jelentőségüket nem szabad eltúlozni. Ezek inkább csak kivételek, mint szabályszerű jelenségek a New England-i rendszerben. A New England-i lakosok száma, akik ilyen területen élnek, rendkívül kicsi azokhoz viszonyítva, akik jogilag városokban, vagy nagyvárosokban élnek, még Maine államon belül is. A legtöbb ilyen terület rendkívül ritkán lakott régiókban fekszik. Ilyenek például Maine belső területei.
A legtöbb ilyen megszervezetlen terület New Hampshire-ben Coos megyében helyezkedik el, Vermontban pedig többségük Essex megyében. Két további New Hampshire-i és három további vermonti megye rendelkezik még kis számú hasonló területtel. Maine-ben nyolc megye a tizenhatból foglal magába nagyobb számú ilyen területet. Ezek a megyék az állam északi és belső területein helyezkednek el. Négy további megye rendelkezik még kis számú megszervezetlen területtel.
A legtöbb ilyen területnek egyáltalán nincs önkormányzata. Néhányuk még állandó lakossággal sem rendelkezik. Összefoglalva, a megszervezetlen területek mind besorolhatók az alábbi három kategória valamelyikébe.

### Gore-ok és hasonló entitások
A 17., 18., 19. század folyamán, amikor a városok határait kijelölték, néhány terület esetenként kimaradt és nem került egy város hatásköre alá sem. Ezek a területek jellemzően kisebbek egy átlagos város területénél. Számtalan néven nevezték őket. Úgy, mint gore-ok, adományok, helyiségek, szerzemények, területtöbbletek és területsávok. Néha ezek a területek egyszerű emberi hiba következtében nem kerültek egy városhoz sem. (Alapvetően ez a „gore” kifejezés technikai értelme.) Néha olyan területeket jelöl, amelyek kimaradtak a városi területek közül, mert nem voltak elég nagyok ahhoz, hogy magukban városok legyenek. Esetenként ezek kívül maradtak a városszervezéseken, máskor nem is tartották valószínűnek, hogy ott valaha lehetne várost alapítani. Az idő múlásával, ha a terület mégis benépesült, azt általában a szomszédos városok olvasztatták be, vagy önkormányzati jogot szerezve, maguk váltak várossá. Ilyen területek ma már nem léteznek sem Massachusettsben, sem Connecticutban, sem Rhode Islanden, de akad pár New Hampshire-ben, Vermontban és Maine-ben.
- New Hapshire: Coos megye foglalja magába mind a tizenhét úgynevezett adományt, szerzeményt és helyiséget. Ezek együtt alkotnak egy területi egységet, de a 2000. évi népszámlálás adatai szerint csak 61 lakosuk van (amiből 44 egy ilyen entitásban él, Wentworth helyiségében). Az egyetlen gore-szerű terület, amely Coos megyén kívül található, az Hale helyisége, a szomszédos Carroll megyében, egy 6,5 km2-es területen, amelyen 1900 óta csak három népszámlálás mutatott ki népességet. (A szintén Carroll megyei Hart helyisége 2001-ben városi rangot kapott, de megőrizte a „helyiség” kifejezést a nevében.).
- Vermont: Essex megye rendelkezik három gore-ral és adománnyal. Együtt ezek 65 km2-t foglalnak el és 10 lakosuk van a 2000. évi népszámlálás adatai szerint. Az egyetlen megszervezetlen, gore-szerű terület Essex megyén kívül Buel gore-ja Chittenden megye területén, ami 13 km2-t tesz ki és 2000-ben 12 lakosát regisztrálták. Az 1960-as és ’70-es évekig Franklin megye is rendelkezik gore-okkal, ezeket azonban felosztották a környező városok között.
- Maine: Az állam belső területein számos ilyen entitás található. Csak kevés fekszik sűrűbben lakott területeken. Ilyen Hibbert gore-ja Lincoln megyében és Batchelder adománya Oxford megye déli részén.

### Megszervezetlen városi közösségek
Mindhárom Észak-New England-i állam rendelkezik városméretű megszervezetlen entitásokkal, amiket „megszervezetlen városi közösségeknek”, néha pedig csak „városi közösségeknek”, vagy „megszervezetlen városoknak” neveznek. Legtöbbjük olyan terület, amit a 18-19. században „jövendőbeli városként” jelöltek meg a térképeken, de sosem népesedtek be annyira, hogy ténylegesen megszervezzék a városi önkormányzatot.
- New Hampshire: Coos megye rendelkezik hat megszervezetlen városi közösséggel, amelyek sosem kaptak önkormányzati jogot. Ezek együttes népessége 2000-ben 114 fő volt, akik közül a legtöbb két városi közösség (Dixville és Millsfield) valamelyikében élt.
- Vermont: Essex megye rendelkezik három megszervezetlen városi közösséggel. A teljes népességük 2000-ben 41 fő volt.
- Maine: Az állam belső területein több száz megszervezetlen városi közösség található. Közülük számosat csupán a pozíciójukat jelző számokkal tartanak nyilván. Ezekről valószínűleg sosem gondolták komolyan, hogy valaha is várossá válhatnának.

### Önkormányzati jogukat elvesztett városok
Mindhárom Észak-New England-i állam rendelkezik legalább egy olyan megszervezetlen városi közösséggel, ami valaha város volt, de elvesztette önkormányzati jogát, általában népességvesztés miatt. Maine-ben néhány olyan is létezik, amiket valaha ültetvényként szerveztek meg.
- New Hampshire: Livermore, amely Grafton megye helyei között fekszik, 1951-ben vesztette el önkormányzati jogát. Az utolsó népszámláláson, amikor még városként tartották nyilván (1950), egy ember sem lakott ott és az óta sem mutatott ki egy népszámlálás sem háromnál több lakost. Legnagyobb része ma a White Mountain Nemzeti Erdő része. Mióta egyszer önkormányzati jogot kapott városként, Wentworth helyisége ismét visszasüllyedt ebbe a kategóriába. 1966-ban vesztette el önkormányzati jogát, az 1970. évi népszámlálás pedig már csak 37 lakost talált ott.
- Vermont: Glastenbury és Somerset városai a Zöld-hegységben 1937-ben vesztette el önkormányzati jogát. Az 1940. évi népszámlálás Glastenbury-ben öt, Somersetben négy lakost írt össze. Csak egy népszámlálás volt azóta, amely kétszer ekkora népességet mutatott volna ki.
- Maine: Több tucat város és ültetvény vált megszervezetlen területté. Rendkívül nagy számú önkormányzati jog megvonásra került sor 1935 és 1945 között.

Maine szignifikánsan több megszervezetlen területtel rendelkezik, mint Vermont és New Hampshire. Kevesebb mint 100 vermonti és kevesebb mint 250 New Hampshire-i lakos él megszervezetlen területen, Maine-ben viszont az ilyen emberek száma nagyjából 10 000-re rúg. Előfordulnak olyan települések is, amelyeknek van elég lakossága ahhoz, hogy önkormányzati jogot gyakoroljanak, de ők úgy szavaztak, hogy erre nem tartanak igényt.

### Part menti vizek
Általában a part menti vizek a New England-i államokban az állami és szövetségi hatalom felügyelete alá tartoznak és nem részei egy városnak sem. Több város azonban azt választotta, hogy kezelése alá veszi a partjainál fekvő területeket. A part menti vizek a benne lévő mesterséges létesítményeket is magukba foglalják. Connecticutban például egy mesterséges lakatlan sziget a Long Island-i torkolatvidéken, New York állam határai mentén, ad otthont a Stratford-zátonyi világítótoronynak, ami nem része egy városnak sem és közvetlenül az Egyesült Államok Parti Őrsége alá tartozik. A part menti szigetek lakossága általában a közeli város alá tartozik, vagy saját, önálló várost alkot.

## A New England-i városi rendszer a népszámlálásokon

### Városok (town)
A többi állam többségével ellentétben, a Népszámlálási Hivatal nem tartja nyilván a New England-i városokat „önkormányzati jogú területekként”. Ehelyett „kisebb civil egységekként” (minor civil divisions, MCDs) kategorizálják őket, akárcsak a városi közösségeket. Ennek egyik oka, hogy a New England-i városok népessége, a többi állam önkormányzati jogú településeivel ellentétben, viszont a városi közösségekhez hasonlóan, nem alkot kompakt területi egységet. A maine-i ültetvények is MCD-kként vannak nyilvántartva.
Ez a gyakorlat félreértésekre adhat alapot. A népszámlálási besorolás nem értelmezhető úgy, hogy a New England-i városoknak ne lenne önkormányzati joguk, vagy azt, hogy ugyanolyan funkciót töltenek be, mint más államok MCD-i kormányzati rendszerüket tekintve. Nem azért kategorizálják őket MCD-kként, mert nincs önkormányzati joguk, hanem amiatt, mert a Népszámlálási Hivatal fogalmai szerint nem minősülnek egységes településnek.
A New England-i nagyvárosi körzetek városokból állnak, míg más régiók államaiban megyékből.

### Nagyvárosok (city)
Annak ellenére, hogy a Népszámlálási Hivatal a New England-i városokat nem kezeli önkormányzati jogú területekként, a nagyvárosokat igen. Ezen eljárás mögött az áll, hogy ezek a települések sokkal inkább beépített területek, amik így sokkal jobban hasonlítanak a többi állam nagyvárosaira, mint azok városai a New England-i városokra. A connecticuti borough-k és Vermont önkormányzati jogú falvai szintén önkormányzati jogú településekként vannak nyilvántartva.
A New England-i államokban a városok és a nagyvárosok egyenrangúak, az viszont, hogy a Népszámlálási Hivatal különböző módon kezeli őket, félreértésekre adhat okot. A népszámlálási katalogizálás alapján értelmezhető a helyzet úgy is, hogy a nagyvárosoknak van önkormányzati joguk, a városoknak viszont nincs. Vagy úgy, hogy a városok és a nagyvárosok két merőben különböző településformát képviselnek. Meg kell jegyezni, hogy a Népszámlálási Hivatal katalogizálása szigorúan azon alapul, hogy az érintett település város, vagy nagyváros-e és nincs semmilyen összefüggésben annak népességeloszlásával. Minden nagyvárosnak nevezett település önkormányzati jogú településként van nyilvántartva, akkor is, ha annak népességeloszlása nem különbözik a városként nyilvántartott településekétől. A városokat pedig sosem sorolják az önkormányzati jogú települések közé, még akkor sem, ha teljes mértékben be vannak építve. Azon kétértelműség, amivel Massachusetts bizonyos településeit városként (town) és nagyvárosként (city) is nyilvántartják, illetve a Népszámlálási Hivatal következetlensége, további problémákat okoz.

### Statisztikai település
Hogy begyűjtsék a területről származó adatokat, a Népszámlálási Hivatal néha statisztikai településeket (census-designed places, CDPs) állít fel a New England-i városokban. Ezek néha egybe esnek egy-egy városközponttal, vagy faluval, azonban nem minden ilyen terület funkcionál statisztikai településként. Ha a város teljesen, vagy majdnem teljesen be van építve, a Népszámlálási Hivatal olyan statisztikai települést jelöl ki, amely egybeesik az egész várossal. statisztikai településket csak városokban szerveznek. Nagyvárosokban nem. Mivel a statisztikai településk célja, hogy adatgyűjtési lehetőséget biztosítsanak önkormányzati joggal nem rendelkező területeken, működésük értelmetlen önkormányzati jogú településeken. Mióta a Népszámlálási Hivatal minden New England-i nagyvárost definíció szerint önkormányzati jogú településnek ismert el, nem működnek statisztikai településk ezen településeken.
A New Englanden kívülről származó számlálóbiztosoknak tisztában kell lenniük azzal, hogy a New England-iek teljes városokban gondolkodnak, ami miatt a statisztikai települési adatok marginális jelentőségűek lehetnek. Mióta virtuálisan minden terület rendelkezik önkormányzati joggal New England-ben Maine-en kívül, a statisztikai települések nem ugyanazt a szerepet töltik be, mint máshol. A statisztikai településk New Engladben változatlanul olyan területek adatainak begyűjtésére szolgálnak, amiknek (formálisan) nincs önkormányzati joga, de részei egy nagyobb, önkormányzati jogú városnak. Megeshet, hogy ezeknek a területeknek meg van a saját szűkebb identitása is, de ez sehol sem olyan erős, mint a város identitása. Számos példa van rá, hogy a Népszámlálási Hivatal a városközpont körüli beépített területen jelölt ki statisztikai települést, aminek következtében a statisztikai település ugyanazt a nevet viseli, mint a város. Ilyen esetekben a statisztikai településk adatai értelmezhetetlenek a helyi lakosok számára, akik nem tesznek különbséget a városközpont és az azt körülvevő beépített területek között. Helyi források mindig a teljes városra vonatkozó adatokat közölnek, sosem a statisztikai településre vonatkozókat.
Ezzel egy időben nem minden beépített terület működik statisztikai településként. A Népszámlálási Hivatal történelmi okokból kifolyólag ritkán jelöl ki statisztikai településket városias területeken. Sok város olyan régióban fekszik, ahol egy statisztikai település sincs, ami miatt hiányzik a népszámlálási adatokból a helyiek lakhelye. A connecticuti Greenwich egy tökéletes példa erre. Míg Greenwich városa feltűnik az MCD-anyagokban, A Népszámlálási Hivatal nem ismeri el Greenwich-et egységes településként.

### Megszervezetlen területek
New Hampshire-ben és Vermontban a Népszámlálsi Hivatal minden különálló megszervezetlen entitást (városi közösséget, gore-t, adományt stb.) MCD-ként kezel. Maine-ben, valószínűleg a megszervezetlen területek nagy kiterjedése miatt, a Népszámlálási Hivatal a folyamatos városi közösségeket, gore-okat és hasonló entitásokat egy nagy egységbe, „megszervezetlen területekbe” (unorganised territories, UTs) egyesíti, amelyek MCD-kként működnek. Néhány esetben Maine-en, ahol a városi közösségek, vagy gore-ok nem határosak egy másik megszervezetlen területtel sem, magukban működnek önálló MCD-ként. Inkább, minthogy egy nagyobb UT-be integrálják.
Elméletben egy CDP létezhetne egy MCD-n belül is, képviselve egy megszervezetlen területet. A ritkán lakott területek nagy száma ellenére a régióban, a Népszámlálási Hivatal csak ritkán alkalmazza ezt a lehetőséget.

## Statisztikák a2010. évi népszámlálásalapján

### Massachusetts
Massachusetts 351 települési körzetet tartalmaz, beleértve városokat és nagyvárosokat, ami lefedi az állam teljes területet. Ezen 351 településen belül azonban nehézkes a városok és a nagyvárosok számának meghatározása. A forrástól függően lehet 39, vagy 53 nagyváros is. A probléma forrása a települések hivatalos státusza körüli vitában keresendő, ami az 1970-es évek óta tart. Ennek következtében 14 település közül 11 városként definiálja magát, míg a Massachusetts állam államszövetségi miniszteri hivatala mind a tizennégyet nagyvárosként tartja nyilván. Más források az állam kormányzatán belül azonban gyakran hivatkoznak mind a 14 érintett településre városként. A szövetségi Népszámlálási Hivatal mindet városnak tekintette az 1990. évi népszámláláson. A 2000. évi népszámlálás idejére a szövetségi kormányzat néhányukat városként, másokat nagyvárosként ismerte el. Massachusetts az egyetlen New England-i államnak látszik, ahol ez a kérdés felmerül.
- A legnagyobb település Massachusettsben népességét tekintve Boston (617 594 fő).[7]
- A legkisebb nagyvárosnak nevezett település Palmer (12 140 fő).
- A legnagyobb városnak nevezett település Framingham (68 138 fő).
- Minden tekintetben a legkisebb település Gosnold (75 fő).
- A legnagyobb területű település Plymouth városa (250 km2).
- A legkisebb területű város Nahant (3,2 km2).

### Rhode Island
Rhode Island 39 önkormányzati joggal rendelkező várost és nagyvárost birtokol. Ebből 8 nagyváros és 31 város. Ez a 39 település együtt lefedi az állam teljes területét.
- A legnagyobb település Rhode Islanden népességét tekintve Providence (178 042 fő).
- A legnagyobb városnak nevezett település Coventry (12 140 fő).
- A legkisebb nagyvárosnak nevezett település Central Falls (19 376 fő).
- Minden tekintetben a legkisebb település New Shoreham (1051 fő).
- A legnagyobb területű település Coventry (150 km2).
- A legkisebb területű város Central Falls (3,1 km2).

### Connecticut
Connecticut 169 önkormányzati jogú várossal rendelkezik. A más New England-i államokban alkalmazott meghatározások szerint ebből viszont 19 nagyváros (city) és csak 150 város (town). (A különbség a városok és a nagyvárosok között más Connecticutban, mint más Ne England-i államokban. Az ottani meghatározás szerint pedig mind a 169 település városnak minősül.) Együtt ez a 169 település lefedi az állam teljes területét. Nincsenek önkormányzati joggal nem rendelkező területek, azonban, mint más Ne England-i államokban is, van pár önkormányzati joggal nem rendelkezőnek titulált közösség, amelyek önkormányzati joggal rendelkező települések területén helyezkednek el.
Connecticut az egyike annak a két New England-i államnak, amelyeknek vannak önkormányzati jogú települései a városi szint alatt is. Ezek az önkormányzati jogú borough-k. (Vermontban önkormányzati jogú falvak vannak.) Ezekből 9 található az államban, bár valaha több is létezett. Connecticutban is van egy nagyváros, ami máig az anyavárosa területén fekszik. Ez Groton. Winsted is valaha ilyen jogállású település volt, azóta azonban egyesült az anyavárosával és a Népszámlálási Hivatal nem ismeri el önkormányzati jogú településként.
- A legnagyobb népességű település Connecticutban Bridgeport (144 229 fő).
- A legnagyobb népességű város (town) West Hartford (63 268 fő).
- A legkisebb népességű nagyváros (city) Derby (12 902 fő), azonban Groton még ennél is kisebb (10 389 fő), de minden tekintetben a legkisebb Winsted (7712 fő).
- A legkisebb népességű város Union (854 fő).
- A legnagyobb területű település New Milford városa (160 km2).
- A legkisebb területű városi szintű település pedig Derby (12,9 km2).

### New Hampshire

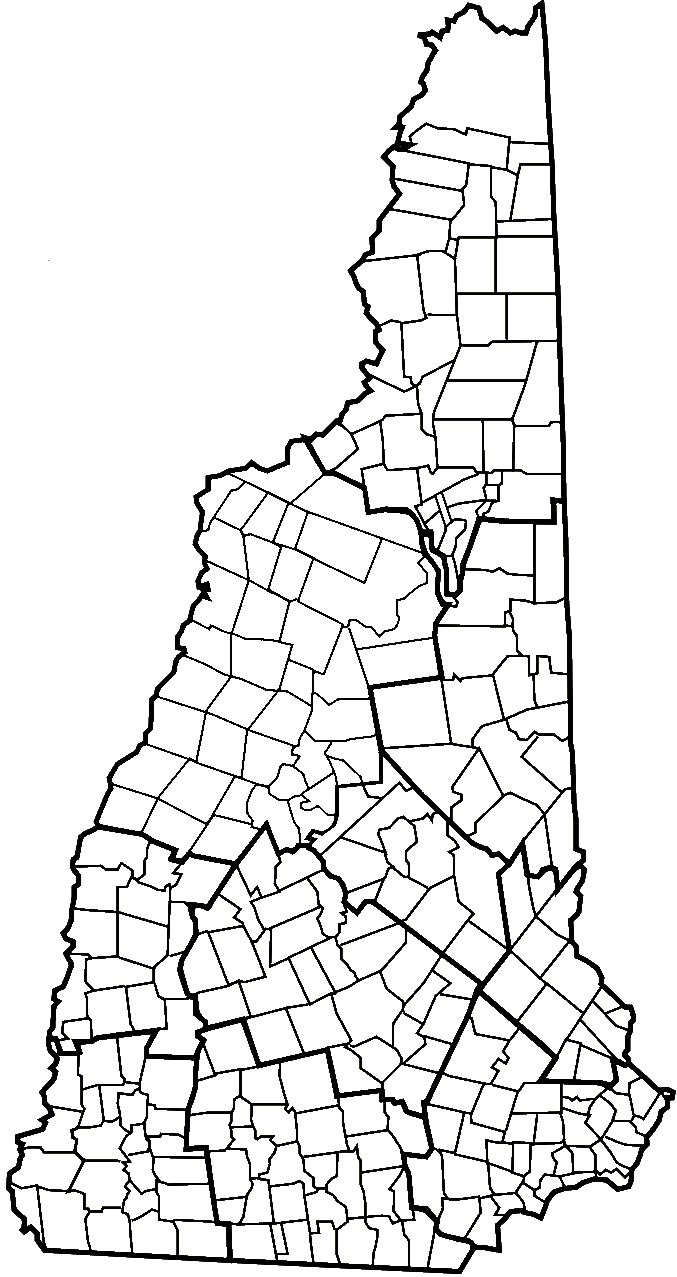
New Hampshire településeinek térképe.

New Hampshire 234 várossal és nagyvárossal rendelkezik. Ebből 13 nagyváros (city) és 221 város (town). Ez a 234 település együtt lefedi az állam területének nagy részét, de nem egészét. Van néhány önkormányzati joggal nem rendelkező terület is az állam északi, ritkán lakott területein. Ezek többsége Coos megyében található, de Carroll és Grafton megye is rendelkezik néhánnyal. Ezek magukba foglalnak kilenc városi közösséget és gore-ok, adományok, szerzemények és helységek széles skáláját. A fennmaradó hét megye az államban teljes mértékben le van fedve városokkal és nagyvárosokkal. (Korábban Grafton megyére is ez volt igaz, mielőtt egy városa elvesztette volna az önkormányzati jogát.) Az állam lakosai közül kevesebb mint 250 ember él önkormányzati joggal nem rendelkező területeken.
- A legnagyobb népességű település New Hampshire-ben Manchester (109 565 fő).
- A legnagyobb népességű város Franklin (8477 fő).
- A legkisebb népességű önkormányzati joggal rendelkező település a Hart helyisége névre hallgató város (41 fő), ami, neve ellenére, önkormányzati joggal rendelkező város és nem helyiség.
- A legnagyobb területű település Pittsburgh városa (730 km2).
- A legkisebb területű pedig New Castle városa (2,1 km2).

### Vermont
Vermont 246 önkormányzati jogú várossal és nagyvárossal rendelkezik, amelyek együtt az állam közel teljes területét lefedik. Ezek közül 9 nagyváros (city) és 237 város (town). Ezeken kívül van néhány önkormányzati joggal nem rendelkező terület is az állam ritkábban lakott hegyvidéki területein. Többségük Essex megyében található, az állam déli részén. Ezen kívül még Bennington, Windham és Chittenden megye rendelkezik néhány önkormányzati joggal nem rendelkező területtel. Ez öt városi közösséget és egy maroknyi gore-t és adományt jelent. A fennmaradó tíz megye az állam területén teljes mértékben lefedett városokkal és nagyvárosokkal. (Ez igaz volt Bennington és Windham megyékre is, mielőtt egyes településeik elvesztették volna önkormányzati jogukat.) Az állam lakosai közül kevesebb mint 100 fő él önkormányzati joggal nem rendelkező területen.
Vermont azon két New England-i állam egyike, amely rendelkezik a városi szintnél alacsonyabb rangú, önkormányzati joggal rendelkező településsel. Ezek a falvak. (Connecticatban önkormányzati jogú borough-k vannak.) Ezekből szám szerint 40 van az államban, valaha viszont kétszer ennyi volt.
- A legnagyobb népességű település Vermontban Burlington (42 417 fő.)
- A legnagyobb népességű város Essex (19 587 fő).
- A legkisebb népességű nagyváros (city) Vergennes (2588 fő).
- A legkisebb népességű önkormányzati jogú város Victory (62 fő).
- A legnagyobb területű település Chittenden városa (190 km2).
- A legkisebb területű városi szintű település Winoosi (3,7 km2).

### Maine

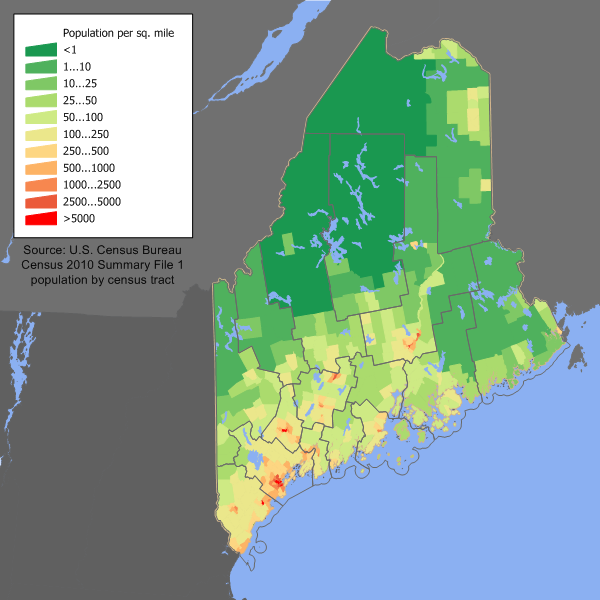
Maine népsűrűsége

Maine 488 megszervezett településsel rendelkezik. Ebből 22 önkormányzati jogú nagyváros (city), 432 önkormányzati jogú város és a fennmaradó 34 ültetvény. Ez a 488 megszervezett település lefedi az állam területének nagy részét, de nem az egészet. Maine tizenhat megyéjéből csak négy területét fedik le teljesen az önkormányzati jogú települések. Négy továbbinak majdnem a teljes területét lefedik a városok, nagyvárosok és ültetvények, de ezek területén már van néhány önkormányzati joggal nem rendelkező, vagy megszervezetlen terület. (Közülük három területét valaha teljes mértékben lefedték az önkormányzati jogú területek, mielőtt egyes városok, nagyvárosok, vagy ültetvények elvesztették önkormányzati jogukat.) A fennmaradó nyolc megye számos önkormányzati joggal nem rendelkező, vagy megszervezetlen területet foglal magába. Többségük azonban rendkívül ritkán lakott terület. Az állam lakosságának csak mintegy 1,3%-a él ezeken a területeket.
(A 2000. évi népszámlálás óta két város, Madrid és Centerville, vesztette el az önkormányzati jogát. Ezen népszámlálás idején Maine-nek 22 nagyvárosa (city), 434 városa (town) és 34 ültetvénye volt, vagyis összesen 490 megszervezett települése.)
- A legnagyobb népességű település Maine-ben Portland (66 194 fő).
- A legnagyobb népességű város Sanford (20 798 fő).
- A legkisebb népességű nagyváros Eastport (1331 fő).
- A legkisebb város Frye Island, egy üdülőváros, melynek állandó lakossága 5 fő volt a 2010. évi népszámlálás szerint.
- A legkisebb népességű város Frye Island után Beddington (50 fő). (A 2000. évi népszámlálás idején ezt a helyet még Centerville töltötte be 26 fővel, de 2004-ben elvesztette önkormányzati jogát.)
- A legnagyobb területű település Allagash (330 km2).
- A legkisebb területű pedig Monhegan szigetültetvénye (2,2 km2).

## Lásd még
- New England városainak listája

## További információ
- J.A. Fairlee, Local government in counties, towns, and villages, (The Century Co., New York, 1906), 8. fejezet (online version)
- R.E. Murphy, "Town Structure and Urban Concepts in New England," The Professional Geographer 16, 1 (1964).
- J.S. Garland, New England town law : a digest of statutes and decisions concerning towns and town officers, (Boston, Mass., 1906), 1–83. oldal (online version)
- A. Green, New England's gift to the nation—the township.: An oration, (Angell, Burlingame & Co., Providence, 1875) (online version)
- J. Parker, The origin, organization, and influence of the towns of New England : a paper read before the Massachusetts Historical Society, December 14, 1865, (Cambridge, 1867) (online version)
- S. Whiting, The Connecticut town-officer, Part I: The powers and duties of towns, as set forth in the statutes of Connecticut, which are recited, (Danbury, 1814), pp. 7–97 (online version)
- Census Bureau Geographic Area Reference Manual, Chapter 8 This document indicates that the US Census distinguishes between New England towns and Midwestern townships while including them in the same statistical category.